# Ramón Villeda Morales
Ramón Villeda Morales è un comune dell'Honduras facente parte del dipartimento di Gracias a Dios.